# Shizen Kagaku Kenkyū Kikō
Die Shizen Kagaku Kenkyū Kikō (jap. 自然科学研究機構, „Nationale Forschungseinrichtungen für Naturwissenschaften“, engl. National Institutes of Natural Sciences, kurz: NINS) ist eine japanische Körperschaft des öffentlichen Rechts, die im April 2004 gebildet wurde und ihren Hauptsitz im Stadtbezirk Minato in der Präfektur Tokio hat. Der Organisation gehören fünf staatliche Forschungseinrichtungen an. Sie ist Bestandteil der Inter-University Research Institute Corporation, einer Dachorganisation für die Zusammenarbeit und interdisziplinäre Forschung von Universitäten und Forschungseinrichtungen. In der NINS werden fünf naturwissenschaftliche und staatlichen Einrichtungen zum Zwecke der interdisziplinären Forschung zusammengefasst.
Gegenwärtiger Leiter der Forschungseinrichtungen für Naturwissenschaften ist Katsuhiko Satō; er ist der zweite Leiter und Nachfolger von Prof. Yoshiro Shimura. Die Hauptaufgabe der Einrichtung ist neben der Lehre die interdisziplinäre naturwissenschaftliche Forschung und der internationale Austausch mit naturwissenschaftlichen Forschungsinstituten. Außerdem gehören die „Forschungseinrichtung Okazaki“ und das Center for Novel Science Initiatives (CNSI) mit drei Forschungseinrichtungen für Neurowissenschaften, Bildgebungsverfahren und Astrobiologie zur Dachorganisation NINS.

## Untergeordnete Forschungseinrichtungen
1. das National Astronomical Observatory of Japan – entstanden 1988 durch den Zusammenschluss von drei Forschungseinrichtungen, das Observatorium besteht seit 1888
2. das National Institute for Fusion Science („Nationales Forschungsinstitut für Kernfusion“) – gegründet 1989, Vorläufer war das 1961 gegründete Institut für Plasmaforschung der Universität Nagoya
3. das National Institute for Basic Biology – gegründet 1977
4. das National Institute for Physiological Sciences („Forschungsinstitut für Physiologie“) – gegründet 1977
5. das Institute for Molecular Science („Forschungsinstitut für molekulare Forschung“) – gegründet 1975[3]